# Itaueira
Itaueira este un oraș în Piauí (PI), Brazilia.